# Musée archéologique de Pithecusae
 (février 2025).
Si vous disposez d'ouvrages ou d'articles de référence ou si vous connaissez des sites web de qualité traitant du thème abordé ici, merci de compléter l'article en donnant les références utiles à sa vérifiabilité et en les liant à la section « Notes et références ».
Le musée archéologique de Pithecusae est situé sur l'île d'Ischia à Lacco Ameno, dans le bâtiment principal de la Villa Arbusto.

## Histoire du musée
En 1947, Giorgio Buchner et le volcanologue Alfred Rittmann fondent le musée appelé alors Musée de l'île d'Ischia. Ce musée évolue par la suite, en raison des nombreuses découvertes archéologiques proches et du besoin de les conserver, dans le nouveau musée archéologique de Pithecusae. Le musée archéologique, situé dans la Villa Arbusto, est officiellement inauguré le 17 avril 1999  en présence d'éminents chercheurs tels que Sir John Boardman, professeur à Oxford, et le conservateur en chef du département des antiquités grecques, étrusques et romaines du musée du Louvre, Alain Pasquier. La villa a été construite en 1785 par Don Carlo Acquaviva, duc d'Atri, là où se trouvait une ferme appelée Arbusto. Après l'extinction de la lignée d'Acquaviva en 1805, la villa, après être passée entre de nombreuses mains, est achetée en 1952 par Angelo Rizzoli, puis par la municipalité de Lacco Ameno, avec la contribution de la province et de la région, afin qu'elle puisse accueillir le musée. Le musée illustre l'histoire de l'île, de la préhistoire à l'époque romaine, et occupe le premier étage du bâtiment.
Les principaux objets du musée concernent les découvertes archéologiques faites à Pithécuse, la ville grecque fondée dans le deuxième quart du VIIIe siècle av. J.-C., et fouillée par Giorgio Buchner à partir de 1952.

## Les collections
De nombreux vases, dont la plus connue est la Coupe Nestor, proviennent de la nécropole de la vallée de San Montano, utilisée depuis la seconde moitié du VIIIe siècle avant JC pendant près de mille ans. La célèbre coupe est au début du XXIe siècle la plus ancienne trace d’écriture grecque. Il s'agit d'une épigramme de trois vers gravée en alphabet eubéen, qui fait référence à la coupe de Nestor évoquée dans l'Iliade.

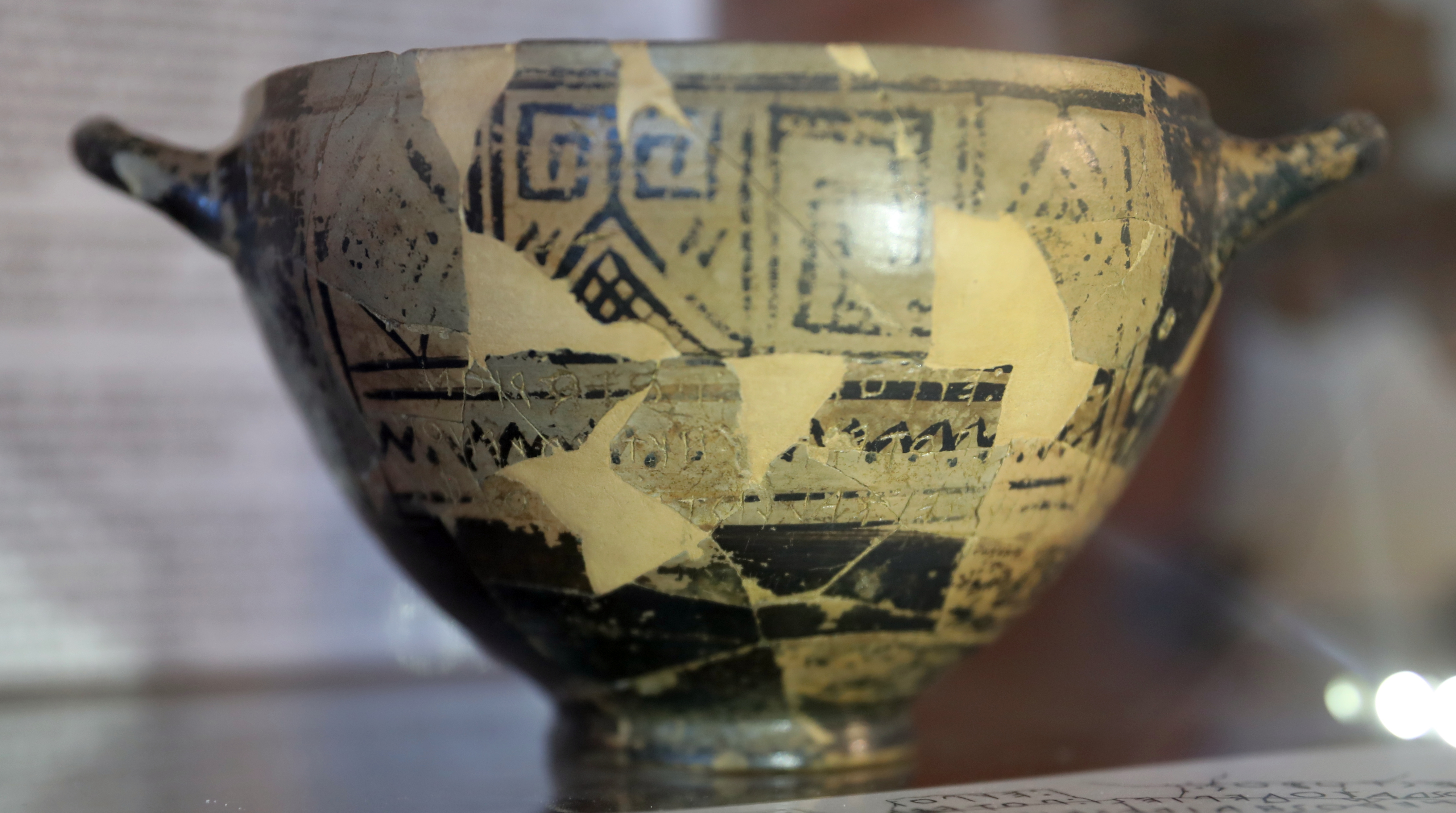
La Coupe de Nestor, musée archéologique de Pithecusae.

D'autres terres cuites proviennent de l'acropole voisine de Monte di Vico, en particulier la vaisselle, peinte en noir, d'un style appelé Campana A et commercialisée dans une grande partie de la Méditerranée.
Les témoignages de l'époque romaine, mineurs en raison de la modeste occupation, sont représentés par quelques reliefs votifs en marbre du Sanctuaire des Nymphes de Nitrodi, à Barano, et par quelques lingots de plomb et d'étain provenant d'une fonderie voisine, aujourd'hui submergée.